# بابی روزنفلد
بابی روزنفلد (انگلیسی: Bobbie Rosenfeld؛ ۲۸ دسامبر ۱۹۰۴ – ۱۳ نوامبر ۱۹۶۹) دونده اهل کانادا بود.
وی در مسابقات کشوری و بین‌المللی در مجموع برندهٔ ۱ مدال طلا، ۱ مدال نقره شده‌است.